# Carrera de la Mujer de Bogotá
La Carrera de la Mujer de Bogotá es una competencia atlética anual, establecida en 2007 y exclusiva para mujeres realizada sobre una distancia de 10 km, con categorías recreativas de menor distancia. De 2009 a 2013 contó con un recorrido de 12 km, retornando a los 10 km en 2014. La IAAF describe la carrera como altamente demandante debido a la altura de la ciudad de Bogotá, opinión compartida por algunas ganadoras de la prueba.

## Ganadoras

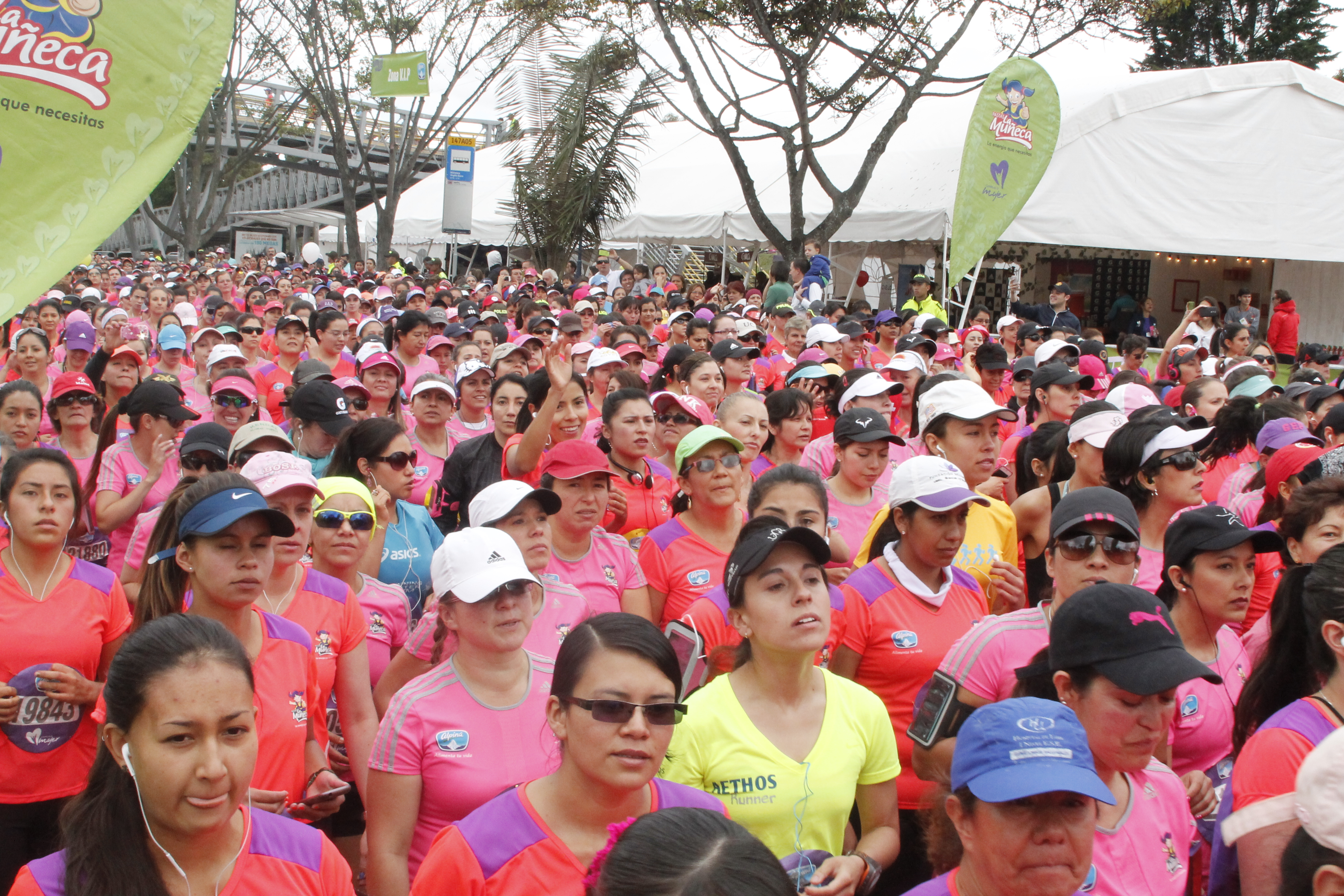
Participantes durante la edición de 2014.

| Año  | Corredora         | Nacionalidad | Registro (m:s) |
| ---- | ----------------- | ------------ | -------------- |
| 2007 | Yolanda Fernández | Colombia     | 32:16          |
| 2008 | Yolanda Fernández | Colombia     | 36:00          |
| 2009 | Yolanda Fernández | Colombia     | 42:36 (12K)    |
| 2010 | Yolanda Caballero | Colombia     | 42:43 (12K)    |
| 2011 | Belainesh Gebre   | Etiopía      | 40:46 (12K)    |
| 2012 | Veronica Nyaruai  | Kenia        | 41:06 (12K)    |
| 2013 | Sylvia Kibet      | Kenia        | 42:11 (12K)    |
| 2014 | Belaynesh Oljira  | Etiopía      | 33:52          |
| 2015 | Belaynesh Oljira  | Etiopía      | 33:57          |
| 2016 | Angie Orjuela     | Colombia     | 36:32          |
| 2017 | Angie Orjuela     | Colombia     | 35:32          |
| 2018 | Leidy Romero      | Colombia     | 36:41          |
| 2019 | Angie Orjuela     | Colombia     | 36:25          |

### Victorias múltiples
| Número de victorias | Corredora         | Años             |
| ------------------- | ----------------- | ---------------- |
| 3                   | Yolanda Fernández | 2007, 2008, 2009 |
| 3                   | Angie Orjuela     | 2016, 2017, 2019 |
| 2                   | Belaynesh Oljira  | 2014, 2015       |

### Victorias por nacionalidad
| Número de victorias | País     | Años                                           |
| ------------------- | -------- | ---------------------------------------------- |
| 8                   | Colombia | 2007, 2008, 2009, 2010, 2016, 2017, 2018, 2019 |
| 3                   | Etiopía  | 2011, 2014, 2015                               |
| 2                   | Kenia    | 2012, 2013                                     |